# ديفيروكسامين
ديفيروكسامين هي حاملة حديد بكتيرية تنتجها بكتيريا شبيهة بالفطر تدعى بالمتسلسلة الشعرية (Streptomyces pilosus).
يستخدم ديفيروكسامين طبيا لتمخلب الحديد الزائد في الجسم والتخلص منه. يتوفر تجاريا على شكل ملح ميسيلات.
ديفيروكسامين مدرج ضمن قائمة منظمة الصحة العالمية للأدوية الأساسية.